# Посольство Лівії в Україні
Посольство Лівії в Києві — офіційне дипломатичне представництво Лівії в Україні, відповідає за підтримку та розвиток відносин між Лівією та Україною.

## Історія дипломатичних відносин
Велика Соціалістична Народна Лівійська Арабська Джамахірія визнала незалежність України 24 грудня 1991 року. 17 березня 1992 року було встановлено дипломатичні відносини між Україною та Лівією.
Народне Бюро (посольство) Лівії в Києві функціонує з 1993 року, Посольство України в Лівії з жовтня 1999 року.

## Посли Лівії в Україні
1. Мухамед Аль-Буейши т.п. (1999)[2]
2. Седдіг Мухамед Аль-Шибані Аль-Гвері (Al-Seddig Mohammed Al-Shibani-Al-Gveri) (2002—2008)[3]
3. Фейсал Атія Альшаарі (Feisal Atiya М. Alshaari) (2008—2012)[3]
4. Салех Кадум (Saleh Kadoum) (2012—2013)[3][4]
5. Алхаді І.А. Асбає (Alhadi I.A. Asbaie) (2013—2014)[4]
6. Мохамед Салахеддін Нуреддін Шеллі (Mohamed Salaheddin Nureddin Shelli) (2014[5]-2017)
7. Ахмед М.А. Табулі (Ahmed M. A. Tabuli) (2017—2018) т.п.[4]
8. Абдуразак М.С. Граді (2018—2021) т.п.[6]
9. Бенісса Адел О.А. (2021—2023) т.п.
10. Осама Аблгасем (Osama Ablgasem) (2023—)[7][8][9]